# My Little Pony: A Very Minty Christmas
My Little Pony: A Very Minty Christmas es una película animada directa a DVD producida por SD Entertainment y lanzada el 25 de octubre de 2005 por Paramount Home Entertainment. Marca la primera aparición cinematográfica de la franquicia de juguetes titular desde su debut en la pantalla grande en 1986. El DVD incluye un episodio adicional, Bailando en las nubes, que se lanzó por primera vez en video junto con Star Catcher en 2004.
A Very Minty Christmas estuvo disponible en hubworld.com (un sucesor del sitio web MonkeyBarTV de Hasbro), junto con My Little Pony: The Princess Promenade y My Little Pony Crystal Princess: The Runaway Rainbow, pero luego se eliminaron del sitio.
La popularidad de Friendship Is Magic ha aumentado la demanda de reediciones de los títulos originales de My Little Pony. Shout! Factory ha comenzado a producir reediciones en DVD de algunos de estos títulos, incluido A Very Minty Christmas.
La película hizo su debut televisivo en Movie Time Monday de Playhouse Disney el 25 de diciembre de 2006 y en Big Movie Show de Toon Disney el 29 de diciembre. Finalmente se estrenó en Discovery Family el 13 de diciembre de 2014.

## Trama
Minty rompe accidentalmente el "Caramelo de Navidad 'Aquí viene Navidad' ", que aparentemente guía a Santa Claus a Ponyville. Para tratar de compensar este acto, Minty le da a cada poni uno de sus calcetines (los cuelga como medias en las chimeneas de los otros ponis). Cuando Pinkie Pie descubre lo que ha hecho Minty, Minty dice que dar los calcetines es una mala idea, y luego decide que debería ir al Polo Norte ella misma para arreglar las cosas. Minty es terrible para volar en globo, por lo que van a salvarla mientras ella está en proceso de salvar la Navidad.

## Música
- "That's What I Love About Christmas"
- "Nothing Says Christmas Like a New Pair of Socks"
- "The Magic of Christmas"
- "That's What I Love About Christmas" (reprise)

## Personajes

### Personajes principales
Minty
Interpretada por: Tabitha St. Germain
La protagonista principal de la historia, una pony terrestre con un cuerpo verde primavera y una crin y cola de color rosa intenso. Su cutie mark son tres caramelos de menta en espiral. También le encanta coleccionar calcetines, pararse de cabeza y jugar a las damas con Sweetberry. También es una completa torpe, siempre tropieza con cosas, choca con algunos obstáculos y termina rompiendo cosas.
Pinkie Pie
Interpretada por: Janyse Jaud
Una pony terrestre con un cuerpo y crin de color rosa intenso. Su cutie mark son tres globos. Pinkie Pie es imaginativa, amistosa y divertida, a veces tomando la iniciativa en algunas situaciones. También le encanta organizar grandes fiestas y todo lo que sea rosa, de ahí su nombre. Aparte de eso, también muestra una veta sarcástica sobre ciertas cosas y le gusta pasar el rato con Minty, a pesar de que es una torpe.
Rainbow Dash
Interpretada por: Venus Terzo
Una pony terrestre con cuerpo celeste y melena y cola multicolorida. Ella tiene un arcoíris en las nubes como su cutie mark. Siendo la más madura de todos los ponis, Rainbow Dash es elegante y también cariñosa. Ella misma a veces se preocupa por sus amigos más que por su apariencia exterior, aunque en algunas ocasiones puede enloquecer. Por lo general, habla con acento británico y siempre agrega la palabra "darling" en sus discursos, traducible como cariño o cielo.
Star Catcher
Interpretada por Lenore Zann
Una pony pegaso con un cuerpo blanco y una melena y cola de color azul cielo, blanco y rosa claro. Su cutie mark es un corazón rosa con purpurina. Star Catcher reside en la aislada Isla de las Mariposas durante los eventos de Dancing in the Clouds hasta que conoció a Skywishes.
Thistle Whistle
Interpretada por Tabitha St. Germain
Una pony pegaso con un cuerpo azul turquesa y una crin y cola de color rosa brillante y amarillo sol. Su cutie mark son flores de cardo moradas y una mariposa. Thistle Whistle es una de las amigas cercanas de Star Catcher en Butterfly Island. Al igual que su tocaya, Thistle Whistle siempre silba en sus discursos.

### Personajes secundarios
Sweetberry
Interpretada por Kathleen Barr
Una pony terrestre con un cuerpo rojo violeta y una melena y cola violeta, verde primavera y blanca. Su cutie mark son dos fresas y una flor blanca. Sweetberry es la propietaria de Sweetberry Sweet Shoppe y, junto con Cotton Candy, trabaja en Cotton Candy Café. Le gusta ayudarse unos a otros y también le gusta hacer dulces para sus amigos. Sweetberry a veces está ocupada pero es muy confiable.
Cotton Candy
Interpretada por Kelly Sheridan
Una poni terrestre con un cuerpo rosa brillante y una melena y cola azul cielo, rosa fuerte claro y blanco. Su cutie mark es un algodón de azúcar en un palito. Es la dueña del Cotton Candy Café, en donde sirve helados y sundaes a sus amigos. Ella también es una narradora, disfruta de la conversación.
Sparkleworks
Interpretada por Venus Terzo
Una pony terrestre con cuerpo de color mandarina y melena y cola de color rosa brillante. Su Cutie Mark es un fuego artificial amarillo, rosa, azul y blanco. Sparkleworks es un pony Glitzy, que tiene una gran imaginación y puede hacer de cada día una aventura. También se le encuentra en cosas brillantes y Razaroo explicó que cubrió Ponyville con brillo durante su cumpleaños.
Sunny Daze
Interpretada por Adrienne Carter
Una pony terrestre con un cuerpo blanco y una melena y cola de color amarillo sol, rosa brillante, mandarina y violeta. Su cutie mark es un sol sonriente naranja y rosa rodeado de nubes moradas. Sunny Daze es una pony atlética y valiente, a la que por lo general le encantan las actividades al aire libre y las cosas con colores brillantes.
Skywishes
Interpretada por Saffron Henderson
Una pony terrestre con un cuerpo de color rosa intenso y una crin y cola de color rosa brillante y violeta. Su cutie mark es una cometa y una mariposa. Skywishes es una de las estudiantes de Twinkle Twirl, quien deseaba ser bailarina y generalmente asistía al estudio de danza de Twinkle Twirl. Es bastante atolondrada, pero por lo general le gusta pedir deseos especiales. Conoció a Star Catcher, una poni pegaso, después de descubrir la Cascada del Arco Iris y la Isla de las Mariposas, y por un tiempo fue la única pony que conocía el secreto de los Ponis Pegaso.

## Dancing in the Clouds
El DVD incluye una segunda película animada, Dancing in the Clouds. Se emitió originalmente en un VHS con un pony de juguete Pegasus, Star Catcher. Cronológicamente, después de A Charming Birthday y antes de Friends are Never Far Away, muestra el primer encuentro de Star Catcher con Skywishes.

## Otros Medios

### Libros
Tokyopop publicó una adaptación a cómic en 2005.

## Recepción
El especial recibió críticas positivas. Mike Long de DVDtalk declaró que "La adaptación del juguete a la pantalla y viceversa parece ser la norma y el especial de Navidad obligatorio es un elemento básico de este fenómeno. My Little Pony: A Very Minty Christmas no se acerca a igualar la magia navideña de los especiales clásicos de Navidad, pero a algunos jóvenes les encantarán los colores brillantes y la dulce historia de un pony que solo quiere darles a sus amigos una feliz Navidad. "